# Japanagromyza scelesta
Japanagromyza scelesta este o specie de muște din genul Japanagromyza, familia Agromyzidae, descrisă de Spencer în anul 1966. Conform Catalogue of Life specia Japanagromyza scelesta nu are subspecii cunoscute.